# Nuriddin Khamrokulov
Nuriddin Akhatovich Khamrokulov (tiếng Nga: Нуриддин Хамрокулов, tiếng Ba Tư: ‌ نورالدین احمدویچ هامروکولوف, sinh ngày 25 tháng 10 năm 1999) là một cầu thủ bóng đá chuyên nghiệp người Tajikistan hiện đang thi đấu ở vị trí tiền đạo cho câu lạc bộ Regar-TadAZ và Đội tuyển bóng đá quốc gia Tajikistan.

## Sự nghiệp thi đấu quốc tế
Khamrokulov ra mắt quốc tế cho Tajikistan trong 1 trận đấu gặp Iraq vào ngày 24 tháng 5 năm 2021, khi vào sân thay cho Parvizdzhon Umarbayev ở phút thứ 59.

## Thống kê sự nghiệp

### Quốc tế
Tính đến 28 tháng 1 năm 2024
| Tajikistan | Tajikistan | Tajikistan |
| Năm        | Số trận    | Bàn thắng  |
| ---------- | ---------- | ---------- |
| 2021       | 2          | 0          |
| 2022       | 5          | 0          |
| 2023       | 5          | 1          |
| 2024       | 3          | 1          |
| Tổng cộng  | 15         | 2          |

### Bàn thắng quốc tế
Bàn thắng và kết quả của Tajikistan được để trước.
| #  | Ngày                | Địa điểm                                     | Đối thủ      | Bàn thắng | Kết quả | Giải đấu              |
| -- | ------------------- | -------------------------------------------- | ------------ | --------- | ------- | --------------------- |
| 1. | 11 tháng 6 năm 2023 | Sân vận động Pakhtakor, Tashkent, Uzbekistan | Turkmenistan | 1–1       | 1–1     | CAFA Nations Cup 2023 |
| 2. | 22 tháng 1 năm 2024 | Sân vận động Al Thumama, Doha, Qatar         | Liban        | 2–1       | 2-1     | AFC Asian Cup 2023    |

## Danh hiệu
Tajikistan
- Cúp Nhà vua Thái Lan: 2022[3]